# Relais 4 × 100 mètres féminin aux Jeux olympiques d'été de 2020 (athlétisme)
Pour des articles plus généraux, voir Athlétisme aux Jeux olympiques d'été de 2020 et Relais 4 × 100 mètres aux Jeux olympiques.
Navigation
Rio 2016 Paris 2024
L'épreuve du relais 4 × 100 mètres féminin aux Jeux olympiques de 2020 se déroule les 5 et 6 août 2021 au Stade olympique national de Tokyo, au Japon.

## Records
Avant cette compétition, les records dans cette discipline étaient les suivants : 
| Record du monde  | Tianna Bartoletta, Allyson Felix, Bianca Knight, Carmelita Jeter (USA) | 40 s 82 | Londres | 10 août 2012 |
| Record olympique | Tianna Bartoletta, Allyson Felix, Bianca Knight, Carmelita Jeter (USA) | 40 s 82 | Londres | 10 août 2012 |

## Résultats

### Finale
| Rang               | Couloir | Pays            | Athlètes                                                                          | Temps de réaction | Temps   | Notes |
| ------------------ | ------- | --------------- | --------------------------------------------------------------------------------- | ----------------- | ------- | ----- |
| Médaille d'or      | 8       | Jamaïque        | Briana Williams, Elaine Thompson-Herah, Shelly-Ann Fraser-Pryce, Shericka Jackson | 0.188             | 41 s 02 | NR    |
| Médaille d'argent  | 6       | États-Unis      | Javianne Oliver, Teahna Daniels, Jenna Prandini, Gabrielle Thomas                 | 0.132             | 41 s 45 | SB    |
| Médaille de bronze | 5       | Grande-Bretagne | Asha Philip, Imani Lansiquot, Dina Asher-Smith, Daryll Neita                      | 0.121             | 41 s 88 |       |
| 4                  | 7       | Suisse          | Riccarda Dietsche, Ajla Del Ponte, Mujinga Kambundji, Salomé Kora                 | 0.166             | 42 s 08 |       |
| 5                  | 4       | Allemagne       | Rebekka Haase, Alexandra Burghardt, Tatjana Pinto, Gina Lückenkemper              | 0.196             | 42 s 12 |       |
| 6                  | 9       | Chine           | Liang Xiaojing, Ge Manqi, Huang Guifen, Wei Yongli                                | 0.160             | 42 s 71 | SB    |
| 7                  | 3       | France          | Carolle Zahi, Orlann Ombissa-Dzangue, Gémima Joseph, Cynthia Leduc                | 0.146             | 42 s 89 |       |
|                    | 2       | Pays-Bas        | Nadine Visser, Dafne Schippers, Marije van Hunenstijn, Naomi Sedney               | 0.148             | DNF     |       |

### Séries
Les 3 premières de chaque série (Q) et les 2 meilleurs temps (q) se qualifient pour la finale

#### Série 1
| Rang | Couloir | Pays            | Athlètes                                                                          | Temps de réaction | Temps | Notes |
| ---- | ------- | --------------- | --------------------------------------------------------------------------------- | ----------------- | ----- | ----- |
| 1    | 5       | Grande-Bretagne | Asha Philip, Imani Lansiquot, Dina Asher-Smith, Daryll Neita                      | .132              | 41.55 | NR, Q |
| 2    | 4       | États-Unis      | Javianne Oliver, Teahna Daniels, English Gardner, Aleia Hobbs                     | .140              | 41.90 | SB, Q |
| 3    | 6       | Jamaïque        | Briana Williams, Natasha Morrison, Remona Burchell, Shericka Jackson              | .180              | 42.15 | SB, Q |
| 4    | 3       | France          | Carolle Zahi, Orlann Ombissa-Dzangue, Gémima Joseph, Cynthia Leduc                | .156              | 42.68 | SB, q |
| 5    | 2       | Pays-Bas        | Nadine Visser, Dafne Schippers, Marije van Hunenstijn, Naomi Sedney               | .151              | 42.81 | SB, q |
| 6    | 9       | Italie          | Irene Siragusa, Gloria Hooper, Anna Bongiorni, Vittoria Fontana                   | .143              | 42.84 | NR    |
| 7    | 8       | Japon           | Hanae Aoyama, Mei Kodama, Ami Saito, Remi Tsuruta                                 | .145              | 43.44 | SB    |
| 8    | 7       | Équateur        | Marizol Landázuri, Gabriela Anahí Suárez, Yuliana Angulo, Ángela Gabriela Tenorio | .141              | 43.69 | NR    |

#### Série 2
| Rang | Couloir | Pays              | Athlètes                                                                         | Temps de réaction | Temps | Notes |
| ---- | ------- | ----------------- | -------------------------------------------------------------------------------- | ----------------- | ----- | ----- |
| 1    | 7       | Allemagne         | Rebekka Haase, Alexandra Burghardt, Tatjana Pinto, Gina Lückenkemper             | .216              | 42.00 | SB, Q |
| 2    | 6       | Suisse            | Riccarda Dietsche, Ajla del Ponte, Mujinga Kambundji, Salomé Kora                | .166              | 42.05 | NR, Q |
| 3    | 3       | Chine             | Liang Xiaojing, Ge Manqi, Huang Guifen, Wei Yongli                               | .137              | 42.82 | Q     |
| 4    | 8       | Pologne           | Marika Popowicz-Drapała, Klaudia Adamek, Paulina Paluch, Pia Skrzyszowska        | .156              | 43.09 | SB    |
| 5    | 2       | Brésil            | Bruna Jessica Farias, Ana Cláudia Lemos, Vitória Cristina Rosa, Rosângela Santos | .128              | 43.15 | SB    |
| 6    | 4       | Nigeria           | Oluwatobiloba Amusan, Nzubechi Grace Nwokocha, Patience Okon George, Ese Brume   | .164              | 43.25 |       |
| 7    | 5       | Danemark          | Mathilde Kramer, Astrid Glenner-Frandsen, Emma Beiter Bomme, Ida Karstoft        | .157              | 43.51 | NR    |
| 8    | 9       | Trinité-et-Tobago | Khalifa St. Fort, Michelle-Lee Ahye, Kai Selvon, Kelly-Ann Baptiste              | .196              | 43.62 | SB    |

## Légende
Records et Performances
- AR : Record continental (area record)
- CR : Record des championnats (championship record)
- MR : Record du meeting (meet record)
- NR : Record national (national record)
- OR : Record olympique (olympic record)
- PR : Record paralympique (paralympic record)
- PB : Record personnel (personal best)
- SB : Meilleure performance personnelle de la saison (season's best)
- WL : Meilleure performance mondiale de l'année (world leader)
- WJR : Record du monde junior (world junior record)
- WR : Record du monde (world record)

Circonstances et Conditions
- DNF : N'a pas terminé (did not finish)
- DNS : N'a pas pris le départ (did not start)
- DQ : Disqualification (disqualification)
- NM : Aucun essai valable enregistré (No Mark)
- Q : Qualifié « directement » au prochain tour (ou à la prochaine compétition), lors d'une compétition majeure, grâce au classement ou à la réalisation des minima (automatic qualifier)
- q : Qualifié au prochain tour (ou à la prochaine compétition), lors d'une compétition majeure, grâce au repêchage ou à la réalisation de l'une des meilleures performances parmi celles des « non qualifiés directement » (grâce au meilleur temps ou à la meilleure distance par exemple) (secondary qualifier)